# Liste der Naturdenkmale in Rosdorf
Die Liste der Naturdenkmale in Rosdorf nennt die Naturdenkmale in Rosdorf im Landkreis Göttingen in Niedersachsen.

## Naturdenkmale
| Bild            | Bezeichnung | Ort, Lage                                        | Beschreibung | Schutzzweck                                                              | Nummer     |
| --------------- | ----------- | ------------------------------------------------ | --- | ------------------------------------------------------------------------ | ---------- |
| Fotos hochladen | Linde       | Atzenhausen (51° 25′ 12,6″ N, 9° 48′ 49,7″ O)    | Die ca. 600 Jahre alte Linde steht oberhalb der Quelle auf dem Thie. Es wird angenommen, dass sie auf dem Standort der germanischen Gerichtslinden steht und somit auch besonderen kulturhistorischen Wert hat.                                                                   | kulturhistorische Bedeutung und Bedeutung für die Natur- und Heimatkunde | NDGÖ210101 |
| Fotos hochladen | Eiche       | Dahlenrode (51° 25′ 35″ N, 9° 50′ 15,4″ O)       | Die Eiche am südöstlichen Ortsrand von Dahlenrode prägt den Siedlungsraum und den Ortsrand. Die Höhe beträgt circa 20 m und der Stammdurchmesser circa 1 m. Die schirmartige Krone mit circa 15 m Durchmesser setzt in circa 5 m Höhe an und ragt über die asphaltierte Fahrbahn. | Schönheit                                                                | NDGÖ210201 |
| Fotos hochladen | Lindentor   | Obernjesa (51° 27′ 50,8″ N, 9° 54′ 46,3″ O)      | Die Linden flankieren den Eingang zum Friedhof. Ihre Kronen greifen ineinander, sodass eine Torwirkung entsteht. | Schönheit                                                                | NDGÖ210701 |
| Fotos hochladen | 3 Linden    | Obernjesa (51° 27′ 40,4″ N, 9° 54′ 40,2″ O)      | Die 3 Linden stehen in enger Gruppe in der freien Feldmark auf der sogenannten „Schanze hinter dem Pfarrgarten“, einer westlichen Verlängerung des Kirchengrundstückes. Die Lindengruppe prägt den westlichen Ortsrand von Obernjesa.                                             | Eigenart und Schönheit                                                   | NDGÖ210702 |
| BW              | Eibe        | Settmarshausen (51° 30′ 12,6″ N, 9° 51′ 16,7″ O) | Die ca. 500 Jahre alte, sehr auffallende Eibe steht südlich des Grundbaches im Wald. | Eigenart und Seltenheit                                                  | NDGÖ210901 |